# Allan Cotterill
Allan Jeremy Cotterill (Leicester, 25 de febrero de 1985) es un músico finés de origen británico, fundador y vocalista de la banda post hardcore Snow White's Poison Bite.

## Historia
Allan Cotterill proviene de la comuna de Lutterworth, ciudad de Leicester, pero a la altura de sus 6 años se muda su familia y emigran hacia Finlandia. En 2007, a la edad de 22 años funda Snow White's Poison Bite, donde actúa como cantante y compositor. En 2010, él desarrolló el concepto para el álbum debut titulado The Story of Kristy Killings. Y el 16 de abril de 2013 compone el álbum Featuring: Dr. Gruesome and the Gruesome Gory Horror Show.

## Influencia musical
Allan Cotterill es fanático del género horror punk, específicamente es fanes de la banda The Misfits, ya que, la mayor parte de sus canciones aparecen el logo de cuya banda. En 2013 en el álbum Featuring: Dr. Gruesome and the Gruesome Gory Horror Show, la canción Zombie Romance aparece como artista de invitado a Michale Graves exmiembro de la banda The Misfits, y sobredestacando el horror punk.

## Discografía
Álbumes de estudio
- 2010 - The Story of Kristy Killings
- 2010 - Featuring: Dr. Gruesome and the Gruesome Gory Horror Show

EPs
- 2008 - Snow White's Poison Bite
- 2009 - Drama Through Your Stereo